# 希亞費與蘿絲克芙
希亞費（挪威語：Þjálfi）與蘿絲克芙（挪威語：Röskva）是北歐神話之中的一對兄妹，雷神索爾的僕人。據考證，希亞費的名字來自þewa-alfaR，為精靈僕人之意，而蘿絲克芙的名字則來自röskvast，是生長、成熟的意思。

## 《欺騙古魯菲》

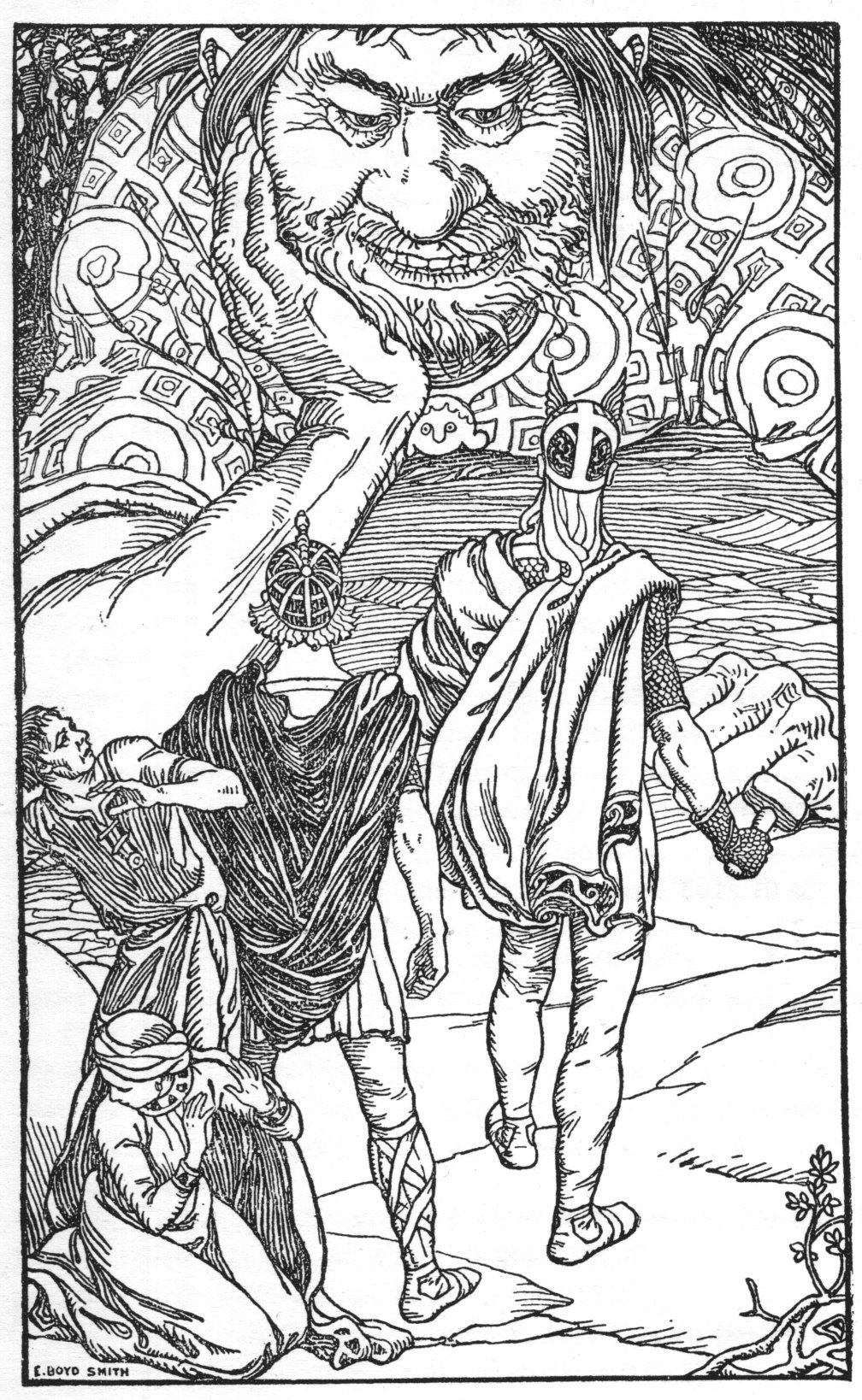
"斯克里米爾（圖中左下兩人為希亞費與蘿絲克芙）" 作者 Elmer Boyd Smith(1902)

於《散文埃達》的〈欺騙古魯菲〉（Gylfaginning）篇中，索爾和洛基騎著由兩隻羊拉的馬車出遊，晚上一位農夫家裡借宿。他們殺了拉自己馬車的兩隻羊作為晚餐，到第二天便把羊復活了，準備繼續出遊。不料這情景卻嚇到了農夫一家人，他們以為索爾和洛基是妖怪，驚恐地獻上自己所有的財產。不得已之下，索爾和洛基只好收下了農夫家的一對子女作為僕人，他們正是希亞費與蘿絲克芙。兩人隨同索爾和洛基繼續前進，來到了厄特加爾（外域）。

夜間，他們在一座「洞穴」裡面休息，不料後來卻發現那根本不是洞穴，而是一個自稱斯克里米爾（「看似巨大者」之義）的巨人脫下的手套。斯克里米爾其後跟著他們一行人，在途中偷走他們的食物，讓索爾一行人飢餓極了。在飢餓之下，索爾嘗試趁著斯克里米爾睡覺的時候將他殺死，卻未能攻破他的魔法護盾。他們後來才知道，斯克里米爾原來是名為烏特迦·洛奇的霜巨人變化而成的。

不久後，一行人闖入了烏特迦·洛奇的城堡向他挑戰。烏特迦·洛奇讓羅吉和洛基比試食量，修基與希亞費比試賽跑，洛基和希亞費都慘敗而回。對於索爾的挑戰，烏特迦·洛奇則要求他以大口喝酒、舉起一隻貓、及和老婦人伊里（Elli）比賽角力來證明自己的力量，索爾在三場比賽中都沒有獲勝，諷刺地，以勇武自負的他唯一值得一提的行為，也就是成功舉起貓的一隻腳而已。

然而，所有的比賽其實都是不公平的，只是烏特迦·洛奇用幻術讓他們與不可能獲勝的對象比賽。如洛基和野火化身的羅吉（Logi）比賽吃東西，而火焰能以極快的速度吞滅一切；希亞費和思想化身的修基（Hugi）比賽賽跑，而人的思考速度是極快的，根本難以用腳追上。

索爾用來喝酒的角杯連結著大海，根本難以喝乾；被要求舉起的貓是「世界巨蛇」耶夢加得（Jormungandr）變化的，耶夢加得的巨大足以環繞人間世界，重量也是驚人；伊里則是老年的化身，而即使是神明，也難逃老去，因此老年是不能撼動的。

雖然索爾一行人在比賽中都沒有獲勝，但展現的力量已經讓烏特迦·洛奇大為吃驚，懷著對索爾力量的尊重說出了真相以後，便連著城堡化為幻影遁去。

## 《哈爾巴德之歌》
於《詩體埃達》的《哈爾巴德之歌》一篇，索爾向偽裝成普通老人的奧丁誇耀了自己在希利斯（Hlesey）（現在的萊斯島一帶）與狼人女子們作戰，提到希亞費也參與其中。

### 脚註
1. ↑  Simek (2007:267).
2. 1 2  Faulkes (1995:38).
3. ↑  Lindow (2001:273).
4. ↑  Bellows (1923:92).

### 文獻
- Bellows, Henry Adams (Trans.) (1923). The Poetic Edda. The American-Scandinavian Foundation.
- Faulkes, Anthony (Trans.) (1995). Edda. Everyman. ISBN 0-460-87616-3
- Simek, Rudolf (2007) translated by Angela Hall. Dictionary of Northern Mythology. D.S. Brewer. ISBN 0-85991-513-1
- Thorpe, Benjamin (Trans.) (1866). The Elder Edda of Saemund Sigfusson. Norrœna Society.